# Hluboš
Hluboš är en ort i Tjeckien.   Den ligger i regionen Mellersta Böhmen, i den centrala delen av landet, 50 km sydväst om huvudstaden Prag. Hluboš ligger 483 meter över havet och antalet invånare är 536.
Terrängen runt Hluboš är kuperad åt nordväst, men åt sydost är den platt. Runt Hluboš är det ganska tätbefolkat, med 86 invånare per kvadratkilometer. Närmaste större samhälle är Příbram, 6,3 km söder om Hluboš. Omgivningarna runt Hluboš är en mosaik av jordbruksmark och naturlig växtlighet.